# Kajetanów (Sainte-Croix)
Pour les articles homonymes, voir Kajetanów.
Kajetanów est une localité polonaise de la gmina de Zagnańsk, située dans le powiat de Kielce en voïvodie de Sainte-Croix.